# Santalus piraticus
Santalus piraticus är en skalbaggsart som först beskrevs av Lewis 1893.  Santalus piraticus ingår i släktet Santalus och familjen stumpbaggar. Inga underarter finns listade i Catalogue of Life.